# 比亞迪K10
比亞迪K10（BYD K10）是一款由比亞迪汽車生產的首款雙層純電動巴士，以電力作為驅動能源。

## 巴士車隊

### 九龍巴士
2012年11月21日，中國「迪車會」網上討論區在網絡上流傳了一張金色車身、右軚的比亞迪K10巴士照片。該車傳聞為九巴訂購的雙層電動巴士樣辦車，並有傳於2012年12月至2013年1月到港試驗，但最終從未抵港。之後有網民指出九巴已放棄該訂單。

## 外部連結
- 香港巴士論壇：[網上] 九巴比亞廸雙層巴士將抵港
- 迪车会：专供香港双层巴士 K10 要来了？ （页面存档备份，存于）
- 香港巴士大典上的相关条目：比亞迪K10